# Gavin Creel
Gavin James Creel (Findlay, 18 aprile 1976 – New York, 30 settembre 2024) è stato un attore teatrale e cantante statunitense, noto soprattutto come interprete di musical a Broadway e a Londra.

## Biografia
Nato a Findlay, in Ohio, il 18 aprile 1976, Creel ottenne un Bachelor of Fine Arts in teatro musicale all'Università del Michigan. 
Durante gli anni dell'Università incontrò la sua migliore amica e futura attrice di Broadway, Celia Keenan-Bolger, con cui condivise il primo appartamento newyorchese.
Gay dichiarato, Creel fu ospite regolare al LGBT RFamilyVacations di Rosie O'Donnell. Fu anche uno dei fondatori, insieme a Rory O'Malley e Jenny Kanelos, di Broadway Impact, un'organizzazione per i pari diritti alle coppie omosessuali, che nel 2011 fu tra le principali finanziatrici della commedia 8 del premio Oscar Dustin Lance Black, una drammatizzazione del processo intentato da due coppie omosessuali contro lo stato della California in riferimento al California Proposition 8 (Prop 8), referendum indetto per l'abolizione del diritto al matrimonio per coppie omosessuali, introdotto da una sentenza della Corte Suprema della California del 15 maggio 2008.
Tra il 2009 e il 2010 la sua relazione con l'attore Jonathan Groff e la loro rottura molto difficoltosa divennero oggetto del gossip americano, unica volta che una cosa del genere è accaduta a Creel, molto geloso e riservato circa la sua vita privata.
È morto nel settembre 2024 all'età di quarantotto anni a causa di un sarcoma diagnosticatogli due mesi prima; in suo onore le luci dei teatri di Broadway sono state spente per un minuto.

## Carriera
Subito dopo la laurea, Creel venne scelto per interpretare il ruolo da protagonista maschile nel primo tour americano di Fame: The Musical, versione teatrale del film Saranno famosi.
Nel 2000 fu protagonista al North Shore Music Theater di Beverly, Massachusetts, del musical Honk!, liberamente ispirato alla favola de Il brutto anatroccolo di Hans Christian Andersen.
Nel 2001, stabilitosi a New York, iniziò a partecipare a diversi spettacoli come membro del coro (tra cui Bat Boy: The Musical), e lavorò nel ruolo del protagonista Melchior Gabor al workshop del musical Spring Awakening di Duncan Sheik, insieme a Lea Michele.
Il 2002 fu l'anno del primo grande successo quando interpretò il ruolo di Jimmy nel musical Thoroughly Modern Millie, per cui ricevette una nomination al Tony Award al miglior attore protagonista in un musical.
Nel 2003 ottenne un ruolo da non protagonista in Bounce, nuovo musical della leggenda di Broadway Stephen Sondheim, sui palcoscenici di Chicago e Washington.
Grazie al grande successo di Millie, nel 2003 Creel venne scelto per i due film TV Eloise al Plaza ed Eloise a Natale, basati su una celebre serie di libri per bambini degli anni cinquanta. Nei due film, dove recitò al fianco di Julie Andrews, Creel interpretò il cameriere e aspirante attore Bill.
Nel 2004 interpretò il ruolo di Jean-Michel nel revival del musical La Cage aux Folles a New York. Nel 2006 debuttò sulle scene londinesi nel ruolo dello spazzacamino Bert nella versione teatrale di Mary Poppins. Nello stesso anno lanciò il suo primo album da cantautore, Goodtimenation.
Nel 2009 ottenne il ruolo di Claude nel revival dell'iconico musical anni sessanta Hair per cui ricevette la sua seconda nomination al Tony Award al miglior attore protagonista in un musical. L'anno successivo riprese il ruolo anche a Londra. Sempre nel 2010 debuttò il secondo album, Quiet, dove la maggior parte delle canzoni trattavano della sua rottura con Jonathan Groff. L'album arrivò al numero 44 della classifica di vendite per gli "Heatseeking Albums" di Billboard su iTunes.
Nel 2011 Creel rilasciò il suo primo e unico singolo, Noise, un inno contro la violenza omofoba e il bullismo, accompagnato da un video distribuito gratuitamente su YouTube dove si citano celebri crimini contro omosessuali, come l'omicidio di Matthew Shepard. Il video fu diretto dal regista, attore e cantante Andrew Keenan-Bolger, fratello dell'attrice Celia Keenan-Bolger, miglior amica di Creel dai tempi dell'Università. Tutti i proventi ricavati dalla vendita del singolo attraverso iTunes vennero donati in beneficenza a Broadway Impact. Sempre nel 2011 interpretò il ruolo di Prometeo in una rock opera off-Broadway basata sul mito greco, Prometheus Bound.
A partire dall'estate 2012 interpretò il ruolo del giovane mormone Elder Price nel primo tour americano del fortunato spettacolo The Book of Mormon, dei creatori di South Park, Matt Stone e Trey Parker. Nello stesso anno venne lanciato il terzo album di Creel, Get Out. Tra i brani presenti nell'album, uno venne dedicato a Whitney Houston, scritto in realtà molti mesi prima della scomparsa della cantante, idolo giovanile di Creel.
Nel 2013 Creel interpretò Elder Price nella prima versione londinese di The Book of Mormon e per la sua performance vinse il prestigioso Laurence Olivier Award al miglior attore in un musical. Nel 2015 tornò a Broadway con The Book of Mormon e nel 2016 fu in scena con Laura Benanti nel musical She Loves Me. Nel 2017 fu nuovamente a Broadway con il revival del musical di Jerry Herman Hello, Dolly! con Bette Midler, Kate Baldwin e David Hyde Pierce. Per la sua interpretazione del maldestro commesso Cornelius Hackl, Creel vinse un Tony Award al miglior attore non protagonista in un musical. Nel 2019 tornò a Broadway con Waitress accanto a Sara Bareilles, con cui tornò a recitare nel musical anche a Londra dal gennaio 2020. Nel 2022 recitò ancora accanto a Bareilles nel musical Into the Woods in scena prima al New York City Center e poi al Saint James Theatre di Broadway.

## Teatro
- Chess, musiche di Benny Andersson e Björn Ulvaeus. Benedum Center (1997)
- A Funny Thing Happened on the Way to the Forum, musiche di Stephen Sondheim, regia di Jerry Zaks. North Shore Music Theatre (1998) / California Music Theatre (2000)
- Saranno famosi, musiche di Steve Margoshes, regia di Lars Bethke. Tournée americana (1998-1999)
- Honk!, musiche di George Stiles, regia di Julia McKenzie. North Shore Music Theatre (2000)
- Hair, musiche di Galt MacDermot. Reprise Theatre Company (2001)
- Thoroughly Modern Millie, musiche di Jeanine Tesori, regia di Michael Mayer. Marquis Theatre, Broadway (2002-2003)
- Road Show, musiche di Stephen Sondheim, regia di Harold Prince. Goodman Theatre, Chicago (2003) / Kennedy Center (2003)
- La Cage aux Folles, musiche di Jerry Herman, regia di Jerry Zaks. Marquis Theatre, Broadway (2004-2005)
- Mary Poppins, musiche di Richard M. Sherman, Robert B. Sherman e George Stiles. Prince Edward Theatre, West End (2006)
- Hair, musiche di Galt MacDermot, regia di Diane Paulus. Al Hirschfeld Theatre, Broadway (2009-2010) / Gielgud Theatre, West End (2010)
- She Loves Me, musiche di Jerry Bock, regia di Scott Ellis. Stephen Sondheim Theatre (2011) / Studio 54 (2016)
- Flashdance, musiche di Robbie Roth, regia di Sergio Trujillo. Tournée americana (2012)
- The Book of Mormon, musiche di Trey Parker, Robert Lopez e Matt Stone. Tournée americana (2012-2013) / Prince of Wales Theatre (2013-2014) / Eugene O'Neill Theatre (2016)
- Hello, Dolly!, musiche di Jerry Herman, regia di Jerry Zaks. Shubert Theatre, Broadway (2017-2018)
- Waitress, musiche di Sara Bareilles, regia di Diane Paulus. Lena Horne Theatre, Broadway (2019) / Teatro Adelphi, West End (2020)
- Into the Woods, musiche di Stephen Sondheim. Saint James Theatre, Broadway (2022-2023) / Tournée americana (2023)

## Filmografia

### Televisione
- Eloise al Plaza (Eloise at the Plaza), regia di Kevin Lima – film TV (2003)
- Eloise a Natale (Eloise at the Christmastime), regia di Kevin Lima – film TV (2003)
- American Horror Stories – serie TV, episodi 1x01-1x02 (2021)

## Discografia da cantautore
- 2006 - Goodtimenation[17]
- 2010 - Quiet[18]
- 2011 - Noise (singolo)[19]
- 2012 - Get Out[20]

## Doppiatori italiani
- Alberto Bognanni in Eloise a Natale, American Horror Stories